# Przemysł młynarski

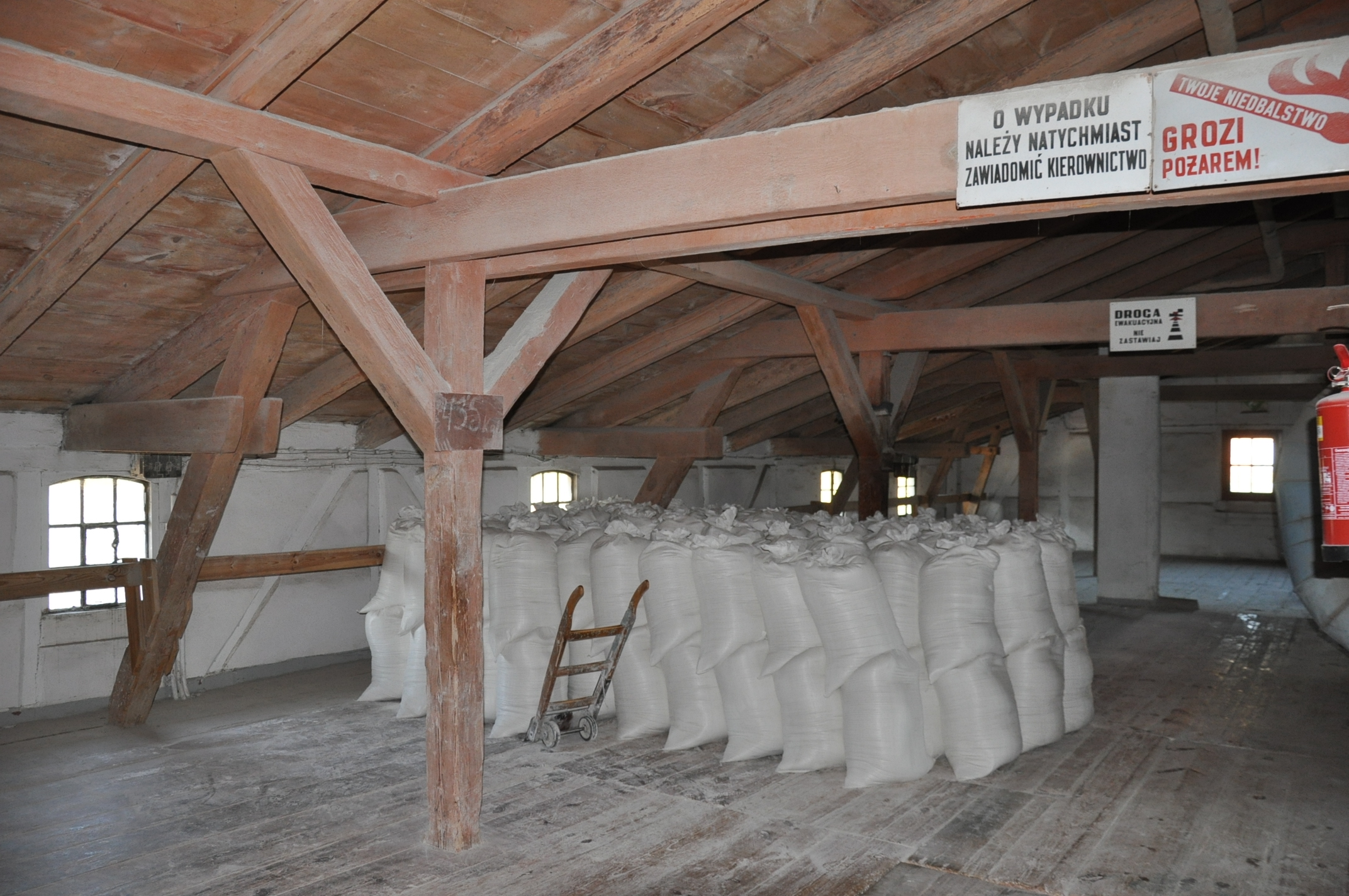
Przemysł młynarski

Przemysł młynarski – obejmuje podmioty prowadzące działalność w sferze hurtowego obrotu zbóż (skup i magazynowanie), przemiału zbóż na cele spożywcze i paszowe oraz produkcji trwałych przetworów zbożowych (makaron, paluszki itp.). Niektóre przedsiębiorstwa w ramach obrotu wewnętrznego oferują również sprzedaż zbóż oraz usługi w zakresie czyszczenia, suszenia i przechowywania zbóż i rzepaku. 

## Przemysł młynarski w Polsce
Produkcja tej branży przemysłu w Polsce kształtuje się na następującym poziomie:
- przemiał przemysłowy – ok. 3,0 mln t zbóż
- produkcja makaronów – ok. 100 tys. t
- produkcja pieczywa – ok. 3 mln t
- składowanie zbóż – ok. 2,5 mln t.

W Polsce, w przemyśle tym funkcjonuje: 140 przedsiębiorstw przemysłowych, około 2400 młynów i około 800 małych wytwórni makaronu.
Główne ośrodki przemysłu młynarskiego w Polsce to: Bolesławiec, Jarosław, Kalisz, Stargard, Stoisław, Warszawa, Wrocław. 